# 环烷酸

环烷酸成分的一种

环烷酸（CAS: 1338-24-5 ）又称石油酸，是含环戊基和环己基羧酸的混合物，分子量自120至700。其主体部分是有9至20碳原子的羧酸。McKee等人认为环烷酸主要是含10至16个碳的含环脂肪族羧酸。环烷酸盐广泛地被用作金属离子的疏水源。

## 化学性质
环烷酸通常只有一个羧基，且具有羧酸的通性，可以与金属形成盐，如环烷酸钴。